# Corps d'armée australien et néo-zélandais
Pour les articles homonymes, voir ANZAC.
Le corps d'armée australien et néo-zélandais (en anglais, Australian and New Zealand Army Corps, communément connu sous son abréviation ANZAC) était à l'origine un corps d'armée formé de troupes australiennes et néo-zélandaises destiné à affronter les Turcs pendant la Première Guerre mondiale, lors de la bataille des Dardanelles. Ensuite, l’ANZAC a désigné l'ensemble du corps expéditionnaire qui s'est illustré sur le front de l'Ouest en France et en Belgique, ainsi qu’au Moyen-Orient.
Ultérieurement, le terme d'ANZAC a été utilisé pour désigner plus généralement tout corps expéditionnaire composé de soldats australiens et néo-zélandais, constitué en temps de guerre. La Journée de l'ANZAC est célébrée chaque année le 25 avril à la mémoire des soldats de ces corps d’armée successifs qui sont tombés au champ d'honneur ; cette journée commémorative est observée à la fois en Australie et en Nouvelle-Zélande. Cette date a été choisie en souvenir du premier débarquement du corps australien et néo-zélandais aux Dardanelles en 1915 sur la plage connue par la suite sous le nom de « baie ANZAC » (en anglais, « ANZAC Cove »).

## Historique des engagements successifs

### Première Guerre mondiale

#### Formations d'origine

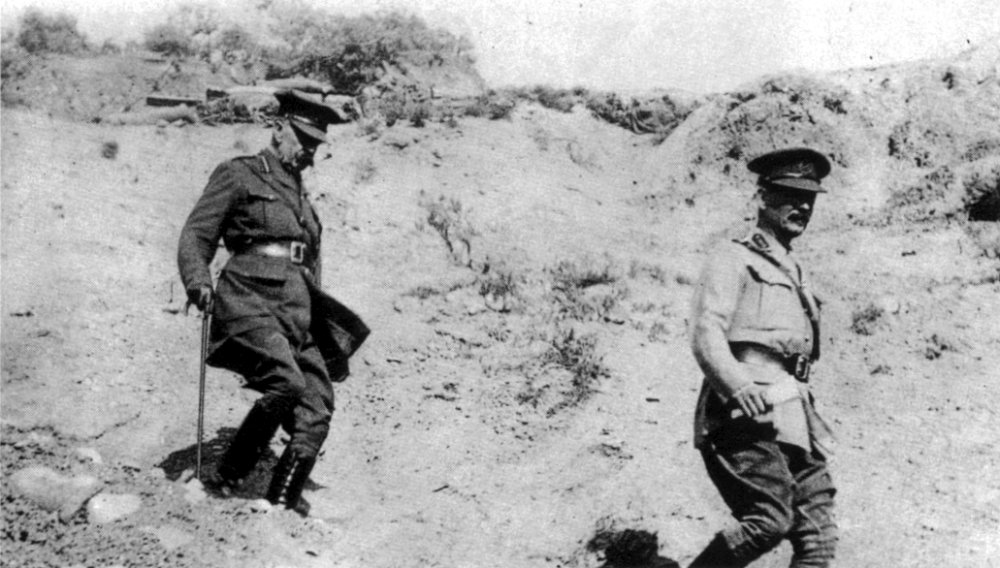
Lord Kitchener et le général Birdwood le 15 novembre 1915 au cours de la bataille de Gallipoli.

Le corps d'armée australien et néo-zélandais d'origine qui servit aux Dardanelles était sous le commandement du général William Birdwood et était alors composé de la 1re division australienne et de la division australienne et néo-zélandaise. Les trois brigades australiennes et la brigade néo-zélandaise étaient des troupes d’infanterie engagées dans la campagne de Gallipoli. La 2e division australienne est arrivée d'Australie en août 1915 et quelques bataillons de cette unité ont pris part au combat au cours des derniers mois de la campagne.

#### Formations après la bataille des Dardanelles
À la suite de l'évacuation des Dardanelles entre novembre 1915 et janvier 1916, les unités australiennes et néo-zélandaises se rassemblèrent en Égypte. Le contingent néo-zélandais forma alors sa propre division : la division de Nouvelle-Zélande. La première force impériale australienne subit une réorganisation majeure et deux nouvelles divisions furent créées : les 4e et 5e divisions australiennes. La 3e division australienne était alors en formation en Australie et fut envoyée directement en Angleterre puis en France.
Ces formations servirent à composer deux corps : le 1er corps ANZAC et le 2e corps ANZAC. C'est alors que « ANZAC » a cessé d'être un acronyme de circonstance et a été utilisé pour désigner toute formation contenant des unités australiennes ou néo-zélandaises. Le 1er corps ANZAC sous le commandement du général Birdwood partit pour la France au début de l'année 1916. Le 2e corps ANZAC commandé par le général Alexander Godley le suivit peu après.
La division montée de l'ANZAC (à l'origine « division montée australienne et néo-zélandaise ») fut formée à cette époque par trois brigades australiennes de chevau-légers complétées par une brigade de fantassins montée néo-zélandaise. Cette division a combattu comme infanterie à cheval au Moyen-Orient, mais également en Égypte, au Sinai (batailles de Romani, Magdhaba et Rafa), en Palestine (première et seconde batailles de Gaza, batailles de Beersheba, Jérusalem, Jéricho, Es Salt, Megiddo et Amman) ainsi qu’en Syrie.
L'ANZAC participa à de nombreuses batailles sur le front de l'Ouest. On le retrouve lors de la bataille de la Somme en tant qu'unités du corps britannique lors de la bataille de Pozières. C'est le 23 juillet 1916 que l'ANZAC prit part au combat en tant qu'unité à part entière, c'était le 1er ANZAC (1re, 2e et 4e divisions australiennes).

#### Le corps d'armée australien
À Villers-Bretonneux lors de la première bataille de la Somme, le terme ANZAC n'a pas été utilisé car le 1er corps ANZAC  était alors composé des 4e et 5e divisions australiennes : le terme « corps australien » a ainsi été utilisé en lieu et place. Par la suite, le corps australien a été composé des cinq divisions australiennes, créant ainsi le plus grand corps des armées alliées sur le front de l'Ouest.

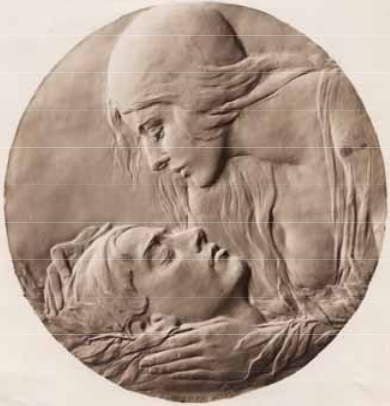
Médaille commémorative de la création de l'ANZAC créée par Dora Ohlfsen-Bagge en 1916.

#### Forme la plus complète de l'ANZAC au cours de la Première Guerre mondiale
Dans sa forme la plus complète, le corps d'armée australien et néo-zélandais a été composé de :
- la 1re division australienne ;
- la 2e division australienne ;
- la 3e division australienne ;
- la 4e division australienne ;
- la 5e division australienne ;
- la division néo-zélandaise.

### Seconde Guerre mondiale (Grèce 1941)
Le corps expéditionnaire britannique envoyé par W. Churchill (Imperial Expeditionary Force IEF) pour défendre la Grèce de l'invasion allemande au printemps 1941 comprenait des troupes de l'ANZAC. Pendant la retraite des troupes britanniques (jusqu'au 28 avril 1941) les Australiens et les Néo-Zélandais s'illustrèrent brillamment notamment aux Thermopyles face à la division Adolf Hitler pour permettre le réembarquement des troupes de l'IEF à partir des plages du Péloponnèse en direction de la Crète. Pour la seconde fois (après Dunkerque en 1940) une armée anglaise était chassée du continent européen. Bien que 80 % des effectifs aient pu être évacués, les pertes furent sévères. Parmi les 12 000 hommes perdus, on comptait 900 morts (dont 600 ANZAC). Source : la Seconde Guerre mondiale (copyright Parnell & Sons 1966 pour l'édition anglaise et librairie Jules Tallandier pour l'édition française). L'article est signé Peter Elstob.

### Guerre du Viêt Nam
Pendant la guerre du Viêt Nam, deux compagnies du régiment royal d'infanterie de Nouvelle-Zélande furent intégrées aux bataillons du régiment royal australien. Ces bataillons eurent le suffixe « (ANZAC) » ajouté à leur nom : par exemple, le 4e RAR devint le « 4RAR/NZ (ANZAC) ».Il semble que ce soit un officier de l'Anzac qui ait découvert l'immense réseau de souterrains de Củ Chi servant à l'armée Viet Cong à proximité (45 km) de la ville de Saïgon. Ce réseau souterrain, commencé par le Viet Minh contre les Français jusqu'en 1954 avait été très largement étendu (250 km de tunnels) pour la guerre contre les Américains. (Source : émission télévisée du 21 mars 2017 de la chaîne RMC découverte)

### Filmographie
- Gallipoli de Peter Weir, Paramount Pictures, 1981, ASIN B00000J11Z.
- La Chevauchée de feu (titre original : The Lighthorsemen), film australien de 1987 de Simon Wincer.
- La Promesse d'une vie, film de Russell Crowe de 2014.
- 25 April (en), film d'animation néo-zélandais de 2015 réalisé par Leanne Pooley (en).